# Ali Campbell
Pour les articles homonymes, voir Campbell.
 (mai 2012).
Si vous disposez d'ouvrages ou d'articles de référence ou si vous connaissez des sites web de qualité traitant du thème abordé ici, merci de compléter l'article en donnant les références utiles à sa vérifiabilité et en les liant à la section « Notes et références ».
Ali Campbell, né Alistair Campbell le 15 février 1959 à Birmingham, est un chanteur de reggae, compositeur et guitariste britannique. Il a été un des membres fondateurs du groupe UB40.

## Biographie
En 2008, en désaccord avec le management du groupe, il quitte UB40. Il commence une carrière solo. Il l'avait déjà envisagé en 1995 après son premier album, mais ce fut un échec. 
Son ex beau-frère, Michael Virtue, le suit quelques mois après.
Son dernier album est un échec. Il vend moins de disques que prévu. Ses tournées 2009/2010 sont des fiascos : seulement 700 personnes à Belfast[réf. nécessaire]. 
Pendant ce temps, UB40 remplit des salles de 5 000 à 10 000 places pour son album Labour of love 4 tour.

## Discographie

### Albums
- 1995 : Big Love
- 2007 : Running Free
- 2008 : Flying High
- 2010 : Great British Songs (Album de reprises version reggae)
- 2014 : Silhouette (Reunited with Astro & Mickey)
- 2016 : Unplugged (Reunited with Astro & Mickey)
- 2018 : Real Labour of love (Reunited with Astro & Mickey)

### Singles
- That Look In Your Eyes (1995) (avec Pamela Starks)
- You Can Cry On My Shoulder (1995) (Japon seulement)
- Let Your Yeah Be Yeah (1995)
- Something Stupid (1995) (avec Kibibi Campbell)
- Hold Me Tight (2007)
- Would I Lie To You (2007) (avec Bitty McLean)
- Running Free (2008) (avec Beverley Knight)